# 崔主日
崔 主日（チェ・ジュイル、朝鮮語: 최주일、1903年または1906年4月20日 - 没年不詳）は、大韓民国の労働運動家、政治家。第2代韓国国会議員。

## 経歴
全羅北道金堤郡出身。群山永明中学校（現・群山第一中学校）修了、京城大成中学校卒。大同青年団・大韓青年団金堤郡団長、国民会金堤郡支部長、大韓労働総連盟金堤郡委員長・全北道副委員長、金堤女中理事、家庭女校理事などを務めた。朝鮮戦争中、崔允鎬議員の死亡により実施された補欠選挙で第2代国会議員に当選した。